# Courtney Eaton
Courtney Eaton (Bunbury, Australia Occidental; 6 de enero de 1996) es una actriz y modelo australiana. Es conocida por su papel de Cheedo la Frágil en el filme Mad Max: Fury Road y de Zaya en Dioses de Egipto. Actualmente forma parte del elenco de la serie Yellowjackets en el papel de Lottie Matthews en su versión joven.

## Biografía
Courtney nació en Bunbury, Australia Occidental. Estudió en la Bunbury Cathedral Grammar School. Su padre es australiano y su madre neozelandesa. 
Courtney fue descubierta por Christine Fox, directora de Vivien's Models, en una graduación de moda a los once años.

## Carrera
Fox contrató a Courtney con la bendición de su padre y la preparó para modelar a los dieciséis años de edad. 
Courtney participó en un taller de actuación con Myles Pollard como parte de su carrera como modelo y audicionó en Sídney para Mad Max: Fury Road. Consiguió el papel y coprotagonizó el filme como Cheedo la Frágil, una de las cinco esposas de Immortan Joe en la película. 
Por su parte, Courtney dijo que Frágil es “la más joven de las [cinco] esposas” y que “ella es una niña que ha sido privada de su infancia, y personalmente creo que ella está un poco mal y no solo de la cabeza”. 
El 12 de diciembre de 2013, Courtney se unió al elenco del filme Dioses de Egipto en el papel principal de Zaya, una esclava y el interés amoroso del personaje principal, actuando junto con Gerard Butler y Nikolaj Coster-Waldau, bajo la dirección de Alex Proyas.
En mayo de 2016, se anunció que Eaton protagonizaría junto a su exnovio Ross Lynch la película de comedia y romance Status Update, que comenzaría a filmarse el próximo mes.
En abril de 2018, se anunció que Eaton protagonizaría junto a Aaron Eckhart la película de suspenso Live!. El proyecto se comenzó a grabar en mayo de ese año en Alabama. El guion, de Jeremy Drysdale, habla de un policía deshonrado (Eckhart) que está corriendo contra el tiempo para encontrar a la hija secuestrada de un comisario, luego de matar a su secuestrador. Como la joven tiene solo 80 minutos de vida, el policía tiene que asociarse con una reportera en línea (Eaton) que quiere transmitir la persecución en vivo.
En el 2021 se une al elenco de la serie Yellowjackets para la cadena Showtime en el papel de Lottie Matthews en su versión adolescente.

## Filmografía
| Año  | Título                       | Rol                             | Notas         |
| ---- | ---------------------------- | ------------------------------- | ------------- |
| 2015 | Mad Max: Fury Road           | Cheedo the Fragile              |               |
| 2015 | R5: All Night                | Courtney Eaton                  | Video musical |
| 2016 | Dioses de Egipto             | Zaya                            |               |
| 2017 | Newness                      | Blake Beeson                    |               |
| 2017 | Angus & Julia Stone: Chateau | Protagonista                    | Video musical |
| 2018 | Status Update                | Charlotte Alden                 |               |
| 2018 | Perfect                      | Sarah                           |               |
| 2018 | Live!                        | Protagonista                    |               |
| 2019 | In the line of duty          | Ava Brooks                      |               |
| 2021 | Yellowjackets                | Lottie Matthews (versión joven) | Serie de TV   |
| 2023 | Parachute                    | Riley                           |               |